# Brachirus harmandi
Brachirus harmandi hay còn gọi là Cá lưỡi mèo là một loài cá trong chi Brachirus thuộc họ Soleidae

## Đặc điểm
Cá lưỡi mèo có thân tròn dài, đầu dẹp, phía đuôi dẹp về một bên, chúng có cái miệng lớn, rạch hơi xiên kéo dài về phía sau quá viền sau mắt, trên 2 hàm, xương khẩu cái và xương lá mía đều có răng, mỗi bên có hai cái lỗ mũi, lỗ trước hình ống, lỗ sau hình nón nằm cách xa nhau, mắt chúng to, nằm phía lưng của cái đầu.
Vây lưng có khởi điểm sau vây ngực và trước khởi điểm vây bụng, loài này không có tia gai cứng, vây ngực dài và lớn, vây bụng bé, vây đuôi dài. Thân cá phủ vẩy lược lớn, trên đầu phủ vẩy hình tấm lớn, đường bên nhìn chung là không liên tục. Cá có màu nâu thẫm về bình diện chung, bụng thì nhạt hơn lưng, gốc vây đuôi về phía trên có 1 chấm đen, có viền trắng trong giống con ngươi.